# Mecklenburgs voetbalkampioenschap 1908/09
In 1908/09 werd het vijfde Mecklenburgs voetbalkampioenschap gespeeld, dat georganiseerd werd door de Noord-Duitse voetbalbond. Techniker FC Corso Strelitz werd kampioen en plaatste de club zich voor de Noord-Duitse eindronde. De club verloor met 0-6 van FV Holstein Kiel.

## Eindstand
| Plaats | Club                        | Wed. | W | G | V | Saldo | Ptn  |
| ------ | --------------------------- | ---- | - | - | - | ----- | ---- |
| 1.     | Techniker FC Corso Strelitz | 7    | 7 | 0 | 0 | 40:11 | 14:0 |
| 2.     | Rostocker FC 1895           | 7    | 6 | 0 | 1 | 20:12 | 12:2 |
| 3.     | Schweriner FC 03            | 7    | 5 | 0 | 2 | 22:7  | 10:4 |
| 4.     | FC Vorwärts 04 Schwerin     | 7    | 3 | 0 | 4 | 14:18 | 6:8  |
| 5.     | FC Alemannia 03 Rostock     | 7    | 3 | 0 | 4 | 17:33 | 6:8  |
| 6.     | Internationaler FC Rostock  | 7    | 2 | 0 | 5 | 9:16  | 4:10 |
| 7.     | Germania Wismar             | 7    | 1 | 0 | 6 | 10:25 | 2:12 |
| 8.     | FV 1906 Güstrow             | 7    | 1 | 0 | 6 | 14:39 | 2:12 |

|  | Kampioen |